# Kaliumtitanylfosfaat
Kaliumtitanylfosfaat is een verbinding van kalium en titanium met een fosfaatgroep, met als brutoformule KTiOPO4. De stof wordt veelal aangeduid met de afkorting KTP.
KTP-kristallen zijn een veelgebruikt materiaal in de niet-lineaire optica. Het materiaal paart een hoge hyperpolariseerbaarheid (niet-lineaire coëfficiënt) aan een breed transparantiegebied en goede thermische eigenschappen.
KTP-kristallen worden gebruikt om een laserbundel van de ene golflengte in een andere om te zetten. Een voorbeeld is de frequentieverdubbeling of -verdrievoudiging bij een Nd:YAG laser met Q-switch: van 1064 nm (infrarood) naar 532 nm (groen) of 355 nm (ultraviolet).